# Robyn Denholm
Robyn Mary Assunta Denholm, nascuda Robyn Mary Assunta Sammut (Milperra, Austràlia, 27 de maig de 1963) és una executiva de negocis australiana. El novembre de 2018, Denholm va succeir a l'empresari i magnat Elon Musk com a presidenta de Tesla, Inc..

## Biografia
Robyn Sammut va néixer el 27 de maig de 1963 a Milperra, un suburbi de la Ciutat de Canterbury-Banktown, situat a 24 km de Sydney en una família d'immigrants maltesos. Els seus pares que s'havien conegut i casat a la capital de Líbia, Tripoli, havien emigrat a Austràlia durant els anys 50. Té orígens maltesos i italians del costat de son pare i, per la banda de la seva mare, orígens maltesos i escocesos.
Amb el seu germà gran i una germana petita, cresqué a un dels suburbis de Sidney anomenat Lugarno. El seu pare treballava com a soldador mentre que la seva mare era operadora de màquines de registre. Quan tenia set anys, la família va comprar una estació de servei i un taller a Milperra. Robyn s'encarregava dels comptes financers, reparava cotxes, i posava benzina. Fou aleshores que es va interessar pels cotxes. Va estudiar a l'Institut de Peakhurst.